# Landespolizeikommando
Ein Landespolizeikommando war eine Organisationseinheit der Bundespolizei in Österreich. Die Landespolizeikommanden waren in Angelegenheiten des Inneren Dienstes (§ 10 Abs. 2 SPG) dem Bundesministerium für Inneres unmittelbar nachgeordnet. Sie hatten ihren Sitz in der jeweiligen Landeshauptstadt und führten die Bezeichnung: „Landespolizeikommando für ...“ mit Hinzusetzen des Namens des Bundeslandes, für das es eingerichtet war. Diesem waren die Bezirkspolizeikommanden und Stadtpolizeikommanden sowie deren Polizeiinspektionen untergeordnet. Geleitet wurde ein Landespolizeikommando vom Landespolizeikommandanten, einem hochrangigen E1-Beamten.

## Organisation
Dem Landespolizeikommandanten und seinem Stellvertreter war eine Stabsabteilung (StA) und die Controllingstelle (CS) beigegeben. Als Abteilungen waren im LKP eine Organisations- und Einsatzabteilung (OEA), eine Landesverkehrsabteilung (LVA), ein Landeskriminalamt (LKA), eine Personalabteilung (PA) sowie eine Logistikabteilung (LA) eingerichtet. Im Juli 2011 wurde von Innenministerin Mikl-Leitner bekanntgegeben, dass zusätzlich in jedem LPK eine Abteilung für Grenz- und fremdenpolizeiliche Maßnahmen errichtet wird.

## Gesetzestext
Nach dem Sicherheitspolizeigesetz kamen dem Landespolizeikommando folgende Aufgaben zu:
Die Angelegenheiten des inneren Dienstes, insbesondere
1. die Festlegung und Errichtung von Dienststellen und Organisationseinheiten, ihre Systemisierung einschließlich die leistungsorientierte Steuerung des Exekutivdienstes,
2. die Organisation und Führung des allgemeinen Streifen- und Überwachungsdienstes,
3. auf der Grundlage behördlicher Aufträge oder sonstiger übertragener Aufgaben die Durchführung von Schwerpunkt- und Sondereinsätzen sowie sonstiger Überwachungsmaßnahmen,
4. die Festlegung der Dienstzeit,
5. die Mitwirkung an der Aus- und Fortbildung,
6. die personellen und dienstrechtlichen Angelegenheiten und
7. die Angelegenheiten des Budgets, der Logistik und Infrastruktur

werden von den Landespolizeikommanden in unmittelbarer Unterstellung unter den Bundesminister für Inneres besorgt.

## Historisches
Die Landespolizeikommanden wurden nach der Zusammenlegung von Bundesgendarmerie, Bundessicherheitswachekorps und Kriminalbeamtenkorps zur Bundespolizei als Nachfolgeorganisationen der vorher bestehenden Landesgendarmeriekommanden und des Generalinspektorats der Sicherheitswache (in Wien) ins Leben gerufen. Sie waren die höchstrangigen Organisationseinheiten des Wachkörpers Bundespolizei, da ein Bundespolizeikommando oder Polizeizentralkommando (analog dem ehemals bestehenden Gendarmeriezentralkommando) im Innenministerium nicht eingerichtet wurde.

## Auflösung
siehe Artikel Sicherheitsbehörden-Neustrukturierung 2012

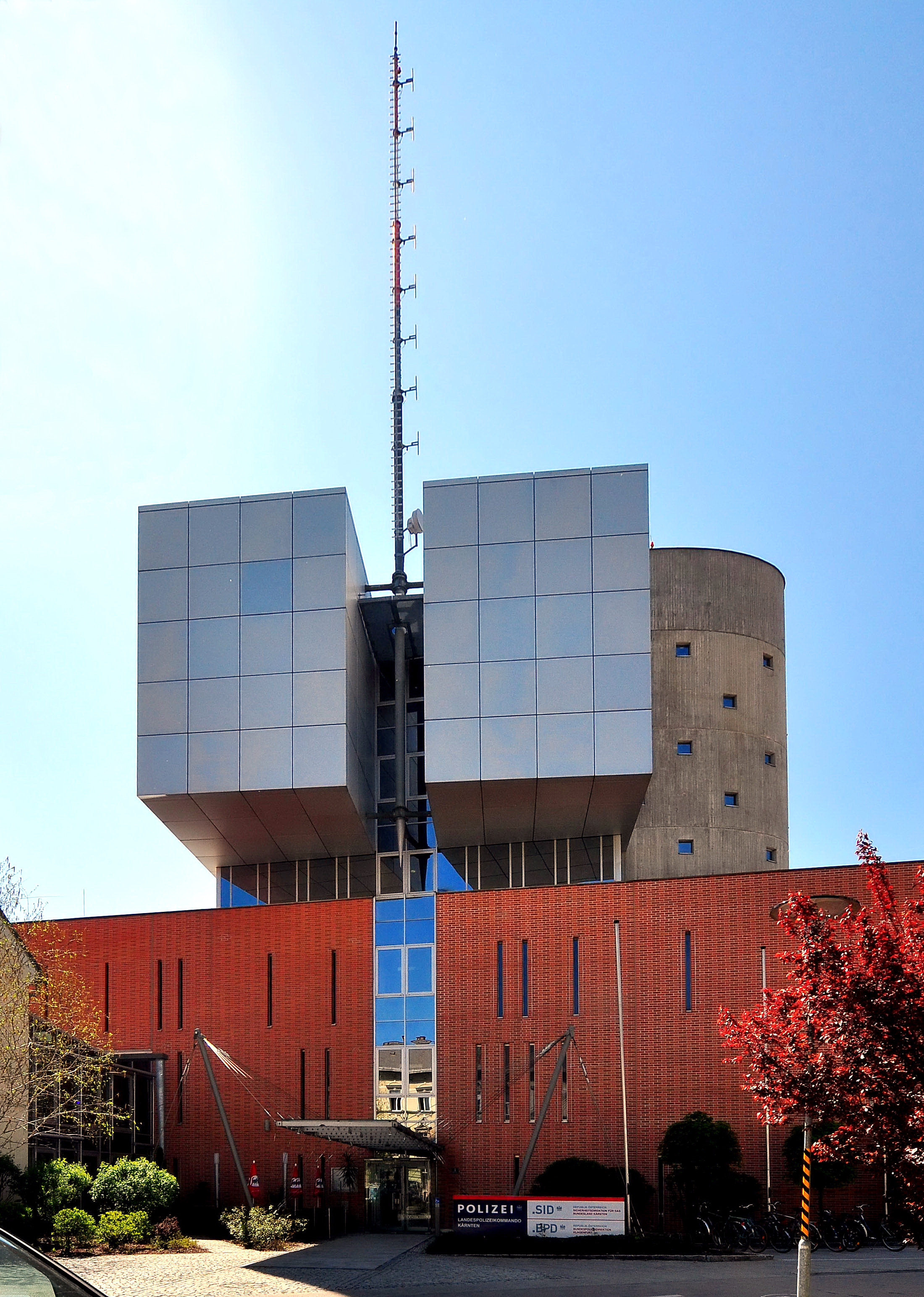
Landespolizeikommando für Kärnten
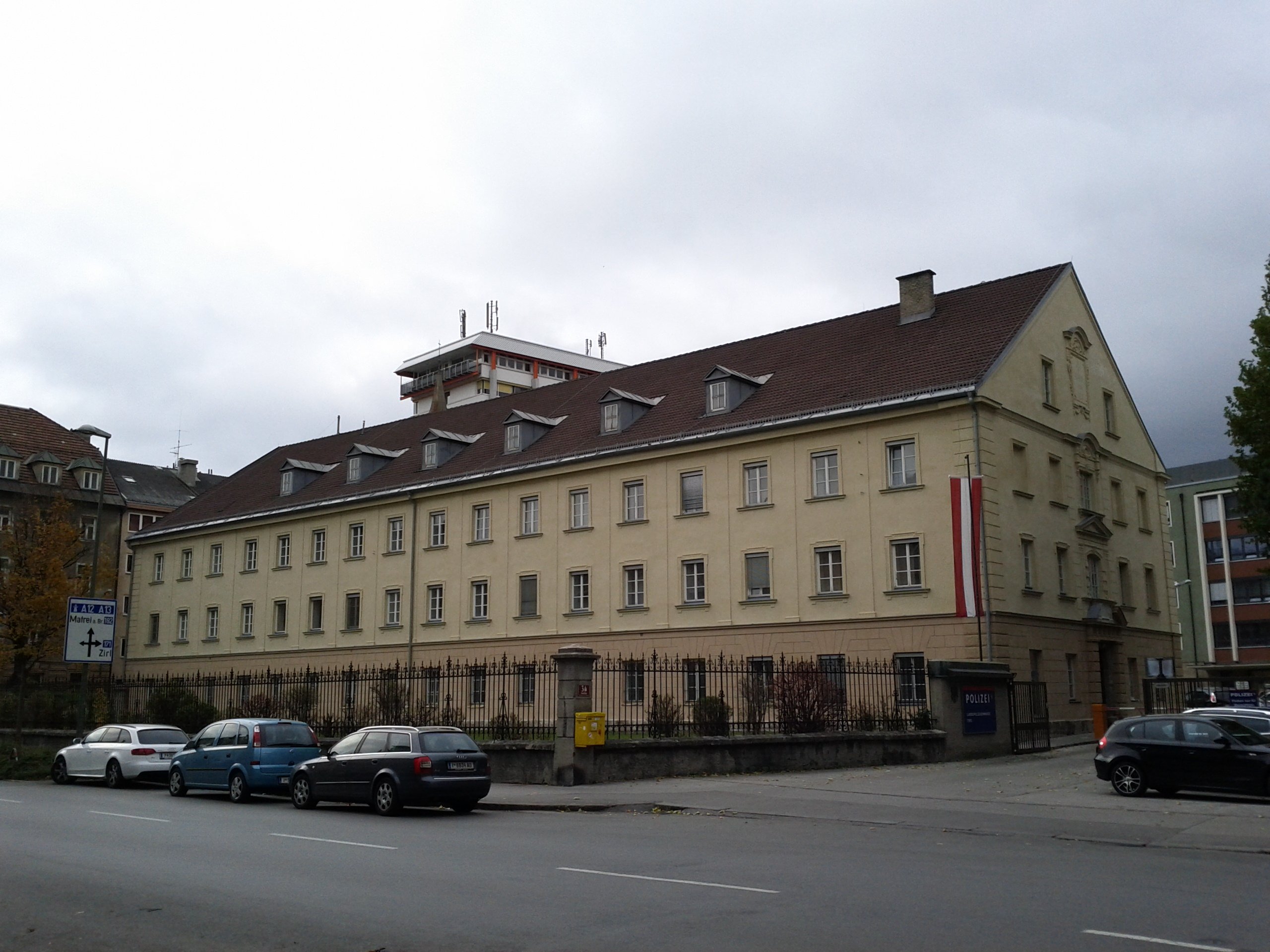
Landespolizeikommando für Tirol
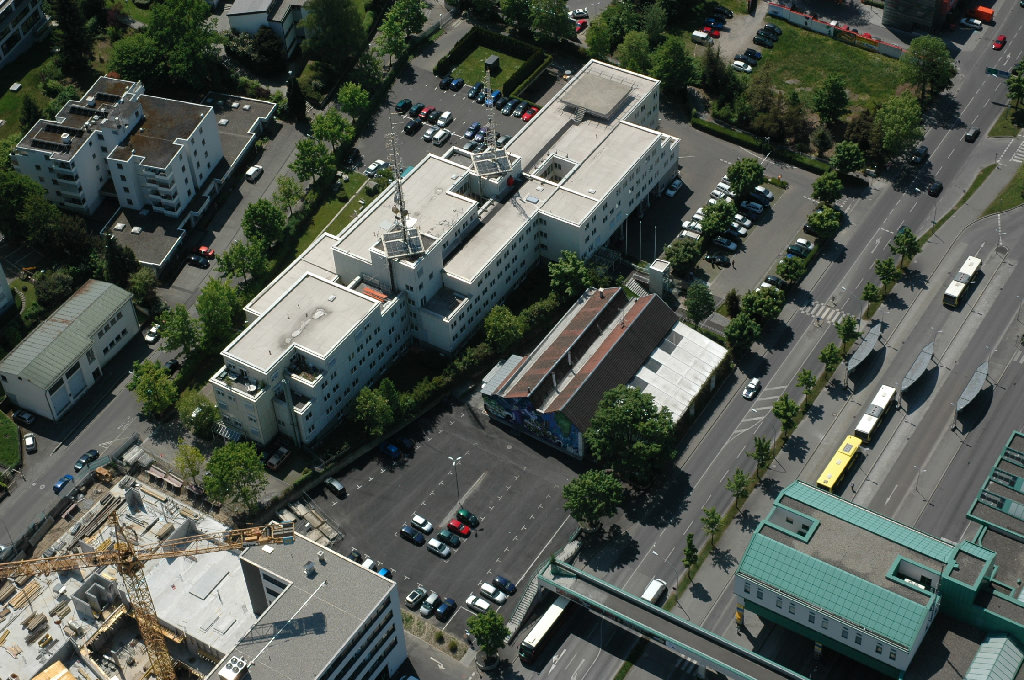
Landespolizeikommando für Vorarlberg
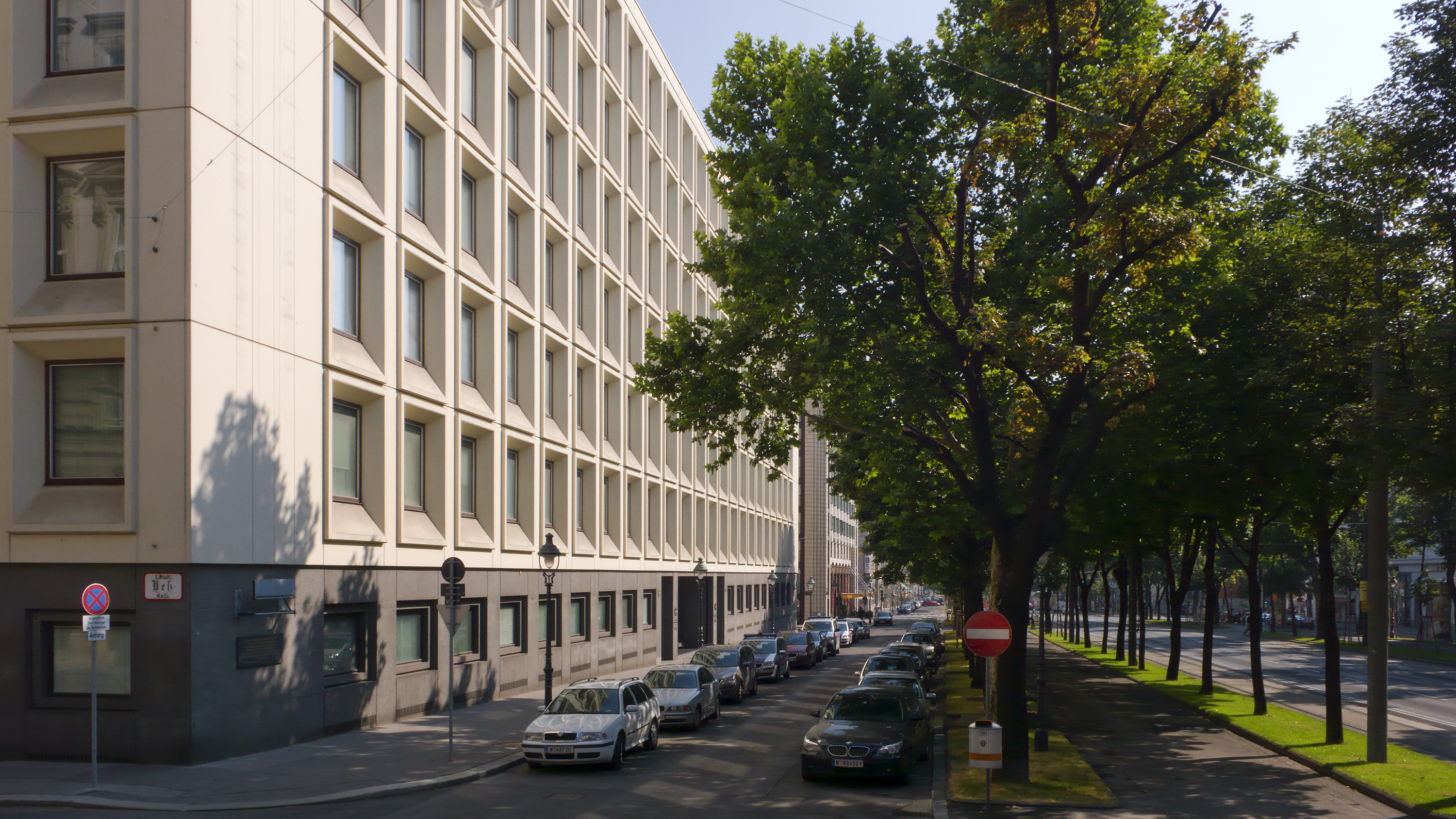
Landespolizeikommando für Wien